# 207街車站
207街車站（英語：207th Street station）是紐約地鐵IRT百老匯-第七大道線的一個慢車地鐵站，位於曼哈頓英伍德207街及第十大道交界，設有1號線（任何時候停站）列車服務。

## 車站結構
| P 月台層 | 側式月台 | 側式月台                                  |
| P 月台層 | 北行慢車 | ← 往范科特蘭公園-242街 (215街)            |
| P 月台層 | 尖峰快車 | → 無定期服務                              |
| P 月台層 | 南行慢車 | → 往南碼頭 (迪克曼街) →                   |
| P 月台層 | 側式月台 |                                           |
| M        | 夾層     | 往出入口、車站詢問處、MetroCard自動售票機 |
| G        | 街道     | 出入口                                    |

此高架車站有兩個側式月台和三條軌道，中央軌道不營運。

## 外部連結
- nycsubway.org—IRT West Side Line: 207th Street
- Station Reporter – 1 Train
- The Subway Nut – 207th Street Pictures（页面存档备份，存于）
- 207th Street entrance from Google Maps Street View
- Platforms from Google Maps Street View （页面存档备份，存于）